# Linii directoare pentru conduita trupelor în Rusia
Linii directoare pentru conduita trupelor în Rusia a fost un ordin criminal (penal) emis pe 19 mai 1941, în timpul celui de- al Doilea Război Mondial. Ghidul detalia conduita așteptată a trupelor germane în timpul invaziei din Uniunea Sovietică. Civilii erau incluși în grupurile de opoziție. Ordinul stipula că „bolșevismul este dușmanul mortal al poporului german național-socialist. Această viziune corozivă asupra lumii – și cei care o susțin – sunt obiectul luptei Germaniei. Această luptă necesită o represiune nemiloasă și energică împotriva agitatorilor bolșevici, insurgenților, sabotorilor și evreilor, precum și eliminarea completă a rezistenței active și pasive. Soldații asiatici, în special, sunt de neînțeles, imprevizibili, vicleni și insensibili”.
Ordinul descria războiul planificat de Germania Nazistă împotriva Rusiei ca fiind „o misiune istorică de a elibera poporul german odată pentru totdeauna de pericolul asiatic-evreiesc”.
Wade Beorn a afirmat în „Mărșăluind în întuneric” că ordinul a vizat în mod explicit evreii ca „dușmani rasiali care trebuie eliminați de către armată, indiferent de comportamentul lor”.